# Adam Brody
Adam Jared Brody (San Diego, 15 december 1979) is een Amerikaanse acteur.

## Biografie

### Jeugd
Brody is opgegroeid in San Diego, Californië. Surfen was zeer belangrijk voor hem en professioneel surfen was een van zijn grootste dromen. Hij wilde eerst niet acteren, maar hij had ook geen andere carrièreplannen. Hij verhuisde naar Los Angeles om er acteur te worden.

### Carrière
Na een jaar van opleiding en audities, kreeg Brody de rol van Barry Williams in de televisiefilm Growing up Brady (2000). Hij werd gecast voor een grotere rol in Now What? van MTV. Hij werd ook gecast in terugkomende rollen in andere televisieseries als: Once and Again, Gilmore Girls, Judging Amy, Family Law en Smallville en ook in de komedie The Canadian. In 2003 schreef hij een korte film Home Security en verscheen in de film Grind. Hij speelde de rol van Seth Cohen, een nogal onhandige tiener, in het feuilleton The O.C., samen met Benjamin McKenzie, Mischa Barton en Rachel Bilson. Deze rol maakte hem een tienderidool. Het tijdschrift The Times heeft hem uitgeroepen tot meest sexy acteur en hij was de eerste man op de cover van het tijdschrift Elle Girl.
Hoewel zijn grote doorbraak The O.C. was, speelde hij ook in films als American Pie 2. In 2005 verscheen hij naast Brad Pitt en Angelina Jolie in de film Mr. & Mrs. Smith. Hij speelde een studiomedewerker in de filmbewerking van Thank You for Smoking (2006). Brody had een contract getekend van zeven jaar om in de reeks The O.C. Seth Cohen te spelen, maar de serie werd in februari 2007 beëindigd. Brody zei dat hij dat niet zo erg vond, omdat hij, hoewel hij blij was om in zo een populaire serie mee te doen, geen 10 jaar in dezelfde reeks wilde spelen. Zijn volgende rol was in de film In the Land of Women, een romantische komedie. Hij was te zien in de clip van het liedje Too bad about your girl en in de filmbewerking van Justice League.

### Privé
Op 18 februari 2014 werd bekend dat Brody in het geheim getrouwd is met Leighton Meester. Eerder had hij een relatie met Rachel Bilson (zijn tegenspeelster in The O.C.). 
Eind september 2015 beviel Meester van hun eerste kind.